# Гросхартау
Гросхартау (њем. Großharthau) општина је у њемачкој савезној држави Саксонија. Једно је од 63 општинска средишта округа Бауцен. Према процјени из 2010. у општини је живјело 3.178 становника. Посједује регионалну шифру (AGS) 14625170.

## Географски и демографски подаци
Гросхартау се налази у савезној држави Саксонија у округу Бауцен. Општина се налази на надморској висини од 270 метара. Површина општине износи 37,3 km². У самом мјесту је, према процјени из 2010. године, живјело 3.178 становника. Просјечна густина становништва износи 85 становника/km².